# Patriarcat latin d'Antioche

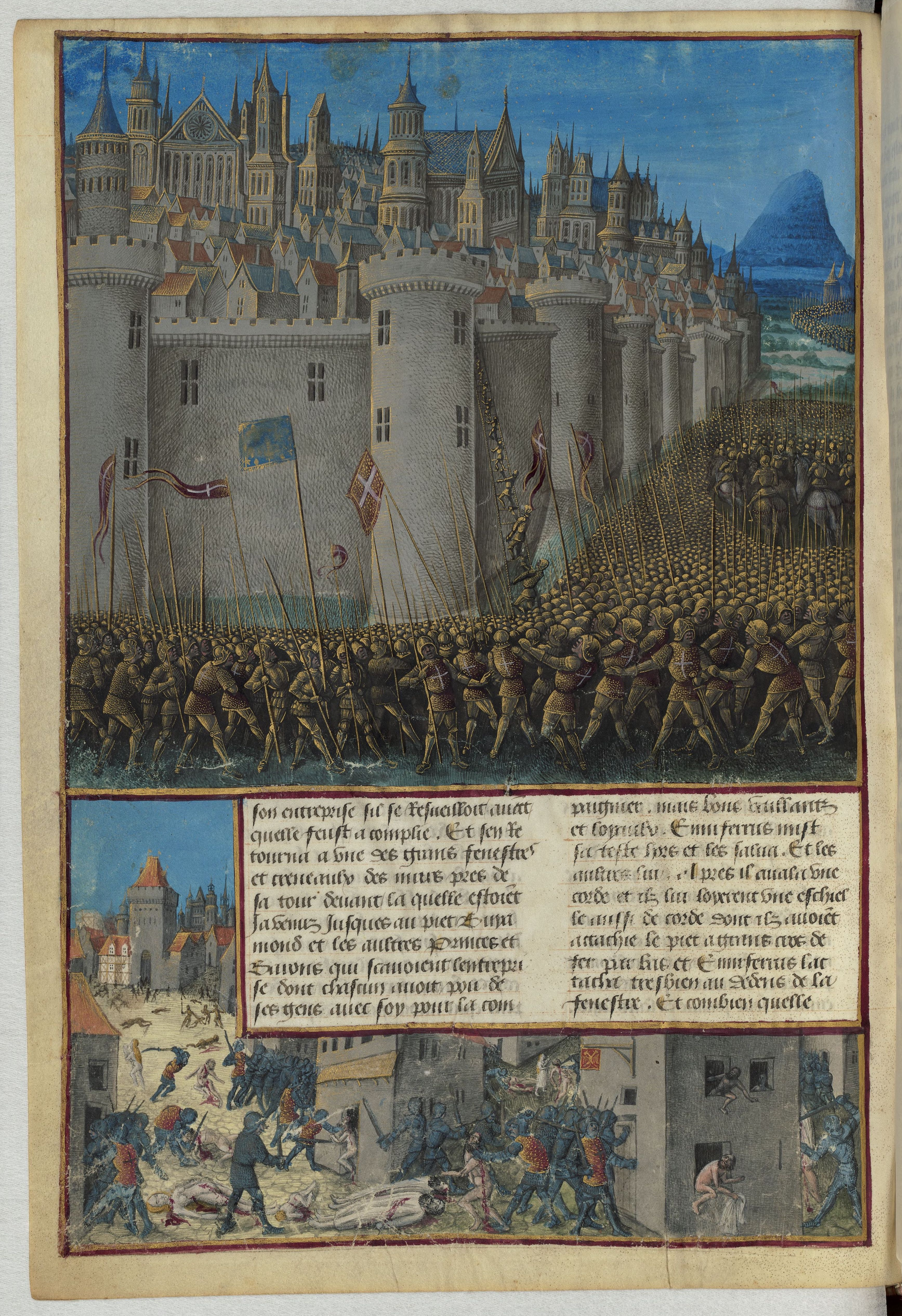
Prise d'Antioche par les Croisés. Miniature de Jean Colombe tirée des Passages d'outremer de Sébastien Mamerot, BNF Fr 5594, f.59v.

États latins d'Orient en 1135

L'Église latine d'Antioche ou patriarcat latin d'Antioche fut une juridiction de l'Église catholique romaine établie en 1098 à la période des croisades.

## Histoire
- 1098 Fondation

## Organisation
La juridiction du patriarcat latin d'Antioche s'étendait aux territoires de la principauté d'Antioche, du comté d'Édesse et du comté de Tripoli. L'île de Chypre fut ajoutée vers la fin du XIIe siècle.